# Seboomook Lake (Maine)
Seboomook Lake es un territorio no organizado ubicado en el condado de Somerset en el estado estadounidense de Maine. En el Censo de 2010 tenía una población de 48 habitantes y una densidad poblacional de 0,01 personas por km².

## Geografía
Seboomook Lake se encuentra ubicado en las coordenadas 46°5′50″N 69°59′24″O / 46.09722, -69.99000. Según la Oficina del Censo de los Estados Unidos, Seboomook Lake tiene una superficie total de 3716.23 km², de la cual 3628.9 km² corresponden a tierra firme y (2.35%) 87.31 km² es agua.

## Demografía
Según el censo de 2010, había 48 personas residiendo en Seboomook Lake. La densidad de población era de 0,01 hab./km². De los 48 habitantes, Seboomook Lake estaba compuesto por el 100% blancos, el 0% eran afroamericanos, el 0% eran amerindios, el 0% eran asiáticos, el 0% eran isleños del Pacífico, el 0% eran de otras razas y el 0% pertenecían a dos o más razas. Del total de la población el 0% eran hispanos o latinos de cualquier raza.